# ليني يونغ
ليني يونغ (بالإنجليزية: Lenny Young)‏ هو منتج أفلام أمريكي، ولد في 15 ديسمبر 1963.

## وصلات خارجية
- ليني يونغ على موقع IMDb (الإنجليزية)
- ليني يونغ على موقع قاعدة بيانات الفيلم (الإنجليزية)